# Naturschutzgebiet Bahnwald (UN-035)
Das Naturschutzgebiet Bahnwald (UN-035) liegt auf dem Gebiet der Gemeinde Holzwickede und der Stadt Schwerte im Kreis Unna in Nordrhein-Westfalen.
Das etwa 12 ha große Gebiet wurde im Jahr 1997 unter der Schlüsselnummer UN-035 unter Naturschutz gestellt. Es erstreckt sich östlich von Geisecke, einem Ortsteil der Stadt Schwerte, und westlich des 19,2 ha großen Stausees Hengsen. Am westlichen Rand des Gebietes verläuft die Landesstraße L 677, nördlich die L 673 und westlich die L 662. Südlich fließt die Ruhr, östlich erstreckt sich das 80 ha große Naturschutzgebiet Bahnwald (UN-028).

## Bedeutung
Die Ausweisung als Naturschutzgebiet erfolgt zur Erhaltung, Entwicklung und Wiederherstellung von Lebensgemeinschaften oder Biotopen bestimmter wildlebender Tier- und Pflanzenarten. Als Biotope bzw. Lebensgemeinschaften gelten hier insbesondere die
- feuchten Hochstaudenfluren
- trockenen Hochstaudenfluren
- anthropogen bestimmte Schuttvegetation
- Säume
- Brachflächen
- gehölzbestandenen Sukzessionsflächen
- Höhlenbäume